# Szew międzynosowy
Szew międzynosowy (łac. sutura internasalis) – szew czaszki łączący brzegi przyśrodkowe obu kości nosowych.
U człowieka przebiega w płaszczyźnie pośrodkowej na przedniej ścianie czaszki zwykle niecałkowicie symetrycznie, odchylając się zwłaszcza w górnym odcinku. Okolica połączenia najwyższego punktu szwu międzynosowego z punktem środkowym szwu czołowo-nosowego stanowi punkt antropometryczny (kraniometryczny) określany nazwą nasion.
Zarasta (kostnieje) u bydła domowego w 5–7 roku życia (tylko w tylnym odcinku), u konia domowego w starości.